# Takeyamachi-dōri
Le Takeyamachi-dōri (竹屋町通, Takeyamachi-dōri), littéralement Rue de Takeyamachi, est une voie du centre-ville de Kyoto. Orientée ouest-est, elle débute au Senbon-dōri (en), dans l'arrondissement de Nakagyō, et termine au Sakuranobanba-dōri (ja), dans l'arrondissement de Sakyō.
La partie à l'est de la rivière Kamo de la rue est souvent appelée le Higashitakeyamachi-dōri (東竹屋町通, Higashi Takeyamachi-dōri).

## Description

### Situation
La voie est située au centre nord de la ville de Kyoto. Elle est bordée au nord par le Marutamachi-dōri (丸太町通) et au sud par l'Ebisugawa-dōri.
La portion de la rue située à l'ouest de la rivière Kamo, mesurant 2 500 mètres du Senbon-dōri au Dotemachi-dōri, est située dans l'arrondissement de Nakagyō, tandis que la partie est est dans l'arrondissement de Sakyō et mesure 600 mètres,.
Le Takeyamachi-dōri commence dans le quartier du Jurakumawari Higashimachi (聚楽廻東町) au Senbon-dōri et continue sans interrumption jusqu'au Teramachi-dōri, même s'il bifurque au sud au Bifuku-dōri pour suivre les douves du château Nijō avant de retourner dans sa position initiale à partir du Horikawa-dōri. Il y a peu de machiyas dans cette portion de la rue. À partir du Teramachi-dōri, la rue bifurque au sud et entreprend un chemin sinueux jusqu'à atteindre les berges du Kamo. Il n'y a pas de pont et la portion de l'autre bord du Kamo avec donc seulement accessible par un détour sur le pont Marutamachi.

### Voies rencontrées
De l'ouest vers l'est, dans les deux sens du Senbon-dōri au Tsuchiyamachi-dōri et du Bifuku-dōri au Horikawa-dōri, puis en sens unique vers l'est jusqu'au Sakuranobanba-dōri. Les voies rencontrées de la droite sont mentionnées par (d), tandis que celles rencontrées de la gauche, par (g).
1. Senbon-dōri (en) (千本通)
2. (g) Tsuchiyamachi-dōri (土屋町通) Sens unique
3. (g) Jōfukuji-dōri (浄福寺通)
4. Bifuku-dōri (美福通) Retour à deux voies
5. (g) Chiekōin-dōri (智恵光院通)
6. (g) Nishihigurashi-dōri (西日暮通)
7. (g) Higurashi-dōri (日暮通)
8. (g) Matsuyachō-dōri (松屋町通)
9. (g) Ōmiya-dōri (en) (大宮通)
10. (g) Inokuma-dōri (ja) (猪熊通)
11. Horikawa-dōri (en) (堀川通) Sens unique
12. Aburanokōji-dōri (ja) (油小路通)
13. Ogawa-dōri (小川通)
14. Nishinotōin-dōri (ja) (西洞院通)
15. Kamanza-dōri (釜座通)
16. Shinmachi-dōri (ja) (新町通)
17. Koromonotana-dōri (衣棚通)
18. Muromachi-dōri (en) (室町通)
19. Ryōgaemachi-dōri (両替町通)
20. Karasuma-dōri (en) (烏丸通)
21. Kurumayachō-dōri (車屋町通)
22. Higashinotōin-dōri (en) (東洞院通)
23. Ainomachi-dōri (間之町通)
24. Takakura-dōri (ja) (高倉通)
25. Sakaimachi-dōri (堺町通)
26. Yanaginobanba-dōri (ja) (柳馬場通)
27. Tominokōji-dōri (富小路通)
28. Fuyachō-dōri (ja) (麩屋町通)
29. Gokomachi-dōri (御幸町通)
30. Teramachi-dōri (en) (寺町通)
31. Shinkarasuma-dōri (新烏丸通)
32. Shinsawaragichō-dōri (新椹木町通)
33. Kawaramachi-dōri (en) (河原町通)
34. Nakamachi-dōri (中町通)
35. Dotemachi-dōri (土手町通)
36. Nishikiyamachi-dōri (en) (西木屋町通) Rivière Kamo, début du Higashitakeyamachi-dōri
37. Kawabata-dōri (ja) (川端通)
38. Kumano-michi (熊野道)
39. Higashiōji-dōri (ja) (東大路通)
40. Sakuranobanba-dōri (ja) (桜馬場通)

## Odonymie
L'origine du nom Takeyamachi (竹屋町, ou Takeyachō), qui signifie ville des fabriques de bambou, vient du fait qu'il y avait plusieurs magasins spécialisant dans la traite du bambou sur la rue.

## Histoire
À l'époque du palais Heian, la rue se nommait Ōi no Mikado Ōji (大炊御門大路, Ōi no Mikado Ōji) et menait à l'Ikuhōmon (ja), une des douze portes menant au palais. Elle faisait alors 30 mètres de large et allait du Teramachi-dōri au Horikawa-dōri. Dans l'époque d'Edo, la réorganisation territoriale (ja) de Toyotomi Hideyoshi fait de plusieurs rues le lieu d'habitation d'artisans travaillant au château de Nijō et aux autres propriétés impériales, dont l'Ōi no Mikado Ōji. Au début de l'ère Shōwa, la rue est étendue à l'ouest du Horikawa-dōri,.

## Patrimoine et lieux d'intérêt
- Portail principal du Gyōgan-ji (de)[1]
- Château de Nijō[1]